# Pieter Blauw
Petrus (Pieter) Blaauw (Rotterdam, 6 november 1723 – Gouda, 2 februari 1777) was een Nederlandse predikant.

## Leven en werk
Blaauw was een zoon van Roeland Blaauw en Maria van den Heide. Hij was van huis uit doopsgezind, maar maakte de overstap naar de Nederduits Gereformeerde Kerk. Hij studeerde theologie aan de Universiteit Leiden. Na zijn afstuderen in 1746 werd hij achtereenvolgens predikant in Twisk, Nieuwendam, Breda en Gouda. Hij was zeer vermogend en bezat landerijen in de Schermer en nabij Hoorn.  In Gouda kocht hij in 1759 voor ƒ 7.000 een woning aan de Markt. Hij was een particulier verzamelaar van kunst, zo bezat hij onder meer 24 schilderijen.
Hij trouwde met Johanna Veeris. Hun zoon Jacob werd een van de voormannen van de patriotten. Blaauw overleed in februari 1777 op 53-jarige leeftijd in zijn woonplaats Gouda.  De avond voor zijn overlijden leidde hij nog de begrafenis van zijn collega  Taco Sibelius, die op 26 januari in Gouda was overleden. Hij werd begraven in de Sint-Janskerk aldaar.